# Länsväg U 672
Länsväg U 672 är en övrig länsväg i Västmanlands län som går från Julpa till Romfartuna (Nortuna).

## Sträckning
Julpa (671) - Myrby (674) - Pasta - Romfartuna (672.01/56).
Vägnumret skyltas inte och sätts inte ut på allmänna vägkartor.

## Länsväg U 672.01
Detta är en förbindelseväg från U-672 söder om Romfartuna kyrka och söderut till Riksväg 56 i höjd med Gesala. Vägen kallas ofta "Södra infarten till Romfartuna".